# Baseball pocket billiards
Baseball pocket billiards – gra bilardowa na stole angielskim. Powstała przed rokiem 1912, gdy została opisana przez Brunswick w broszurze "the most fascinating game of the twentieth century". Do gry używa się 21 ponumerowanych kolejno bil (choć można używać 15). Bile nr 9 nazywamy "miotaczem". Jest ona ustawiana przed rozbiciem w środku trójkąta. Gra jest deklarowana. Gdy bile się skończą, są ponownie ustawiane na stole (bez straty kolejki). Gra kończy się po dziewięciu kolejkach (dla każdego gracza). Za wbitą bilę uzyskuje się liczbę punktów równoważną numerowi wbitej bili. Wygrywa gracz z największą liczba punktów.